# Release
„Release” este un cântec interpretat de producătorul, compozitorul și rapper-ul Timbaland luat de pe al doilea lui album de stuido, Shock Value (2007). Cântecul este o colaborare între Justin Timberlake.